# Bible syriaque de Paris

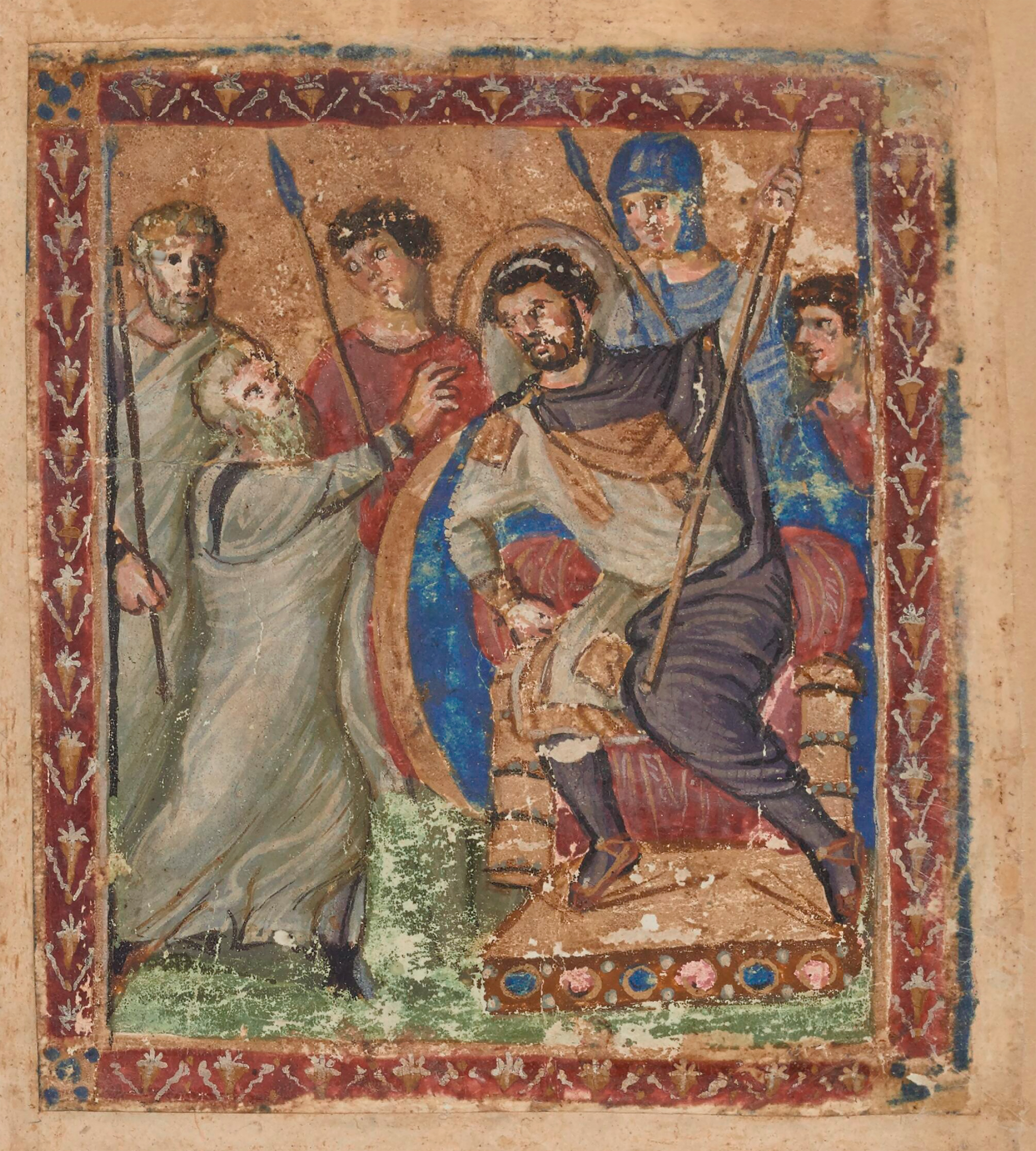
Paris, Bibliothèque Nationale, Syriaque 341, fol. 8r. Moïse devant Pharaon

La Bible Syriaque de Paris (Paris, Bibliothèque Nationale, MS syr. 341) est un manuscrit enluminé de la Bible écrit en langue syriaque. Il est daté du VIe ou VIIe siècle. On pense qu'il a été réalisé dans le nord de la Mésopotamie. Le manuscrit est composé de 246 folios de 312 mm par 230 mm. Pour des raisons d'économie, le texte y est écrit sur 3 colonnes.
Les enluminures sont des miniatures présentant chacun des livres de la Bible et présentés dans une colonne du texte. La miniature du Livre de la Genèse, qui était peut-être la plus belle, manque. Même si la plupart des miniatures sont des portraits de l'auteur, quelques-unes présentent des scènes du livre suivant. Par exemple, la miniature précédant le Livre de Job présente Job sur le tas de fumier. Cette miniature rassemble plusieurs scènes du Livre de Job. Job est présenté nu sur le tas de fumier, couvert de plaies. Sous lui, sa femme lui parle. À gauche, se trouvent ses trois amis. Un d'eux prend ses vêtements, alors que les deux autres sont assis, et lui parlent.
Le Livre de l'Exode a aussi une miniature narrative à son début. Il présente Moïse et Aaron demandant la permission de partir à Pharaon. Il est difficile de comprendre pourquoi cette scène, plutôt qu'une des autres plus populaires a été choisie comme seule illustration de l'Exode. D'autres miniatures présentent des groupes allégoriques. La miniature du Livre des Proverbes montre la Vierge à l'Enfant, entourée de Salomon, incarnant la sagesse de l'Ancien Testament, et l'Ecclésia, une personnification de l'Église chrétienne.
Les miniatures présentent un mélange de l'héritage hellénistique avec la tradition narrative syriaque. Certaines miniatures, et surtout la miniature de l'Exode, présente des similitudes stylistiques avec les miniatures des Évangiles de Rabula. À partir de cette observation, il est peu probable que ce manuscrit ait été fait postérieurement aux évangiles de Rabula datés de 586.
Le manuscrit est supposé venir de la bibliothèque épiscopale de Siirt près du Lac de Van, où il a pu être produit. Il est à la Bibliothèque nationale de France depuis 1909.